# Zespół do spraw niewykrytych zabójstw
Zespół do spraw niewykrytych zabójstw, zespół do spraw przestępstw niewykrytych, zwany powszechnie Archiwum X (nawiązanie do Z Archiwum X) – niejawny zespół przy komendzie wojewódzkiej Policji, zajmujący się rozwiązaniem przestępstw, zbrodni, w sprawie których śledztwa zostały umorzone ze względu na niewykrycie sprawcy. 
Obecnie tzw. Archiwa X znajdują się we wszystkich KWP, w tym w warszawskim odpowiedniku, jak również w Komendzie Głównej Policji. Zespoły tworzą specjalizowani policjanci wydziałów kryminalnych, dochodzeniowo-śledczych i innych. Ich nazwiska oraz metody pracy są niejawne. Część z nich odbyła specjalistyczne szkolenie w m.in. Federalnym Biurze Śledczym.
Pierwszy zespół został powołany w 1999 roku przy Komendzie Wojewódzkiej Policji w Krakowie, w związku ze śmiercią Katarzyny Zowady, ale jako etatowa struktura został utworzony 23 stycznia 2004 r., decyzją komendanta wojewódzkiego. 